# Kleine lepelaar
De kleine lepelaar (Platalea minor) is een vogelsoort uit de familie van de ibissen en lepelaars. Het is een bedreigde vogelsoort die voorkomt in Korea en noordoostelijk China.

## Kenmerken
De vogel is 76 cm lang en lijkt op de gewone, in Europa voorkomende lepelaar. De gewone lepelaar is echter groter (80 tot 93 cm). Deze lepelaar heeft een donkere, bijna zwarte snavel en mist de gele punt. Opvallend verschil is verder het zwarte "gezicht".

## Verspreiding en leefgebied
Deze soort broedt op eilandjes aan de westkust van Noord- en Zuid-Korea en de provincie Liaoning van de Volksrepubliek China. De vogel overwintert in een veel groter gebied dat reikt noordelijk tot de monding van de Tumen in Rusland en tot in Japan en zuidelijk tot in Indochina en de Filipijnen.

## Status
De grootte van de populatie werd in 2016 door BirdLife International geschat op 2000 volwassen individuen. De aantallen lijken stabiel, maar in de leefgebieden, vooral de overwinteringsgebieden treedt habitatverlies op. De kustgebieden worden in hoog tempo industrieel ontwikkeld en daarbij worden zoutwatermoerassen in riviermondingen drooggelegd. Om deze redenen staat deze soort als bedreigd op de Rode Lijst van de IUCN.